# Il mostro dell'obitorio
Il mostro dell'obitorio (El jorobado de la Morgue) è un film del 1973 diretto da Javier Aguirre.
Il titolo originale significa "Il gobbo dell'obitorio".

## Trama
Gotho è un gobbo, profondamente innamorato di Ilsa: quando questa muore, si mette a lavorare alle dipendenze di uno scienziato pazzo, convinto che quest'ultimo possa ridare vita alla sua amata.
Quando capirà che lo scienziato lo sta solo sfruttando, sarà troppo tardi.